# Liste der Kunstwerke im öffentlichen Raum in Wien/Leopoldstadt
Diese Liste der Kunstwerke im öffentlichen Raum in der Leopoldstadt enthält die im „Wien Kulturgut“ (digitalen Kulturstadtplan der Stadt Wien) gelisteten Kunstwerke im öffentlichen Raum (Public Art) im Bezirk Leopoldstadt.
Gedenktafeln bzw. Gedenksteine sind in der Liste der Gedenktafeln und Gedenksteine in Wien/Leopoldstadt angeführt.

## Kunstwerke
| Foto |                 | Name                                                                                                  | Typ                                      | Standort                                                                              | Künstler                          | Datierung         | Beschreibung | Metadaten |
| ---- | --------------- | --- | ---------------------------------------- | ------------------------------------------------------------------------------------- | --------------------------------- | ----------------- | --- | --- |
| ja   | Datei hochladen | Hl. Florian ID: 43592                                                                                 | Sakrale Kleindenkmäler                   | Alexander-Poch-Platz 6, Große Pfarrgasse, bei der Kirche St. Leopold. Standort        |                                   | 2. Hälfte 17. Jh. | Auf niedrigem Sockel befindet sich eine überlebensgroße Steinfigur in Rüstung, Helm, Federbusch und Metallfahne, die mit einem Eimer ein brennendes Haus löscht. | Standort: Links vom Eingang, in der Kehlung am Übergang vom Portalbereich zum Kirchenschiff.                                     |
| ja   | Datei hochladen | Hl. Leopold ID: 43593                                                                                 | Sakrale Kleindenkmäler                   | Alexander-Poch-Platz 6, Große Pfarrgasse, bei der Kirche St. Leopold. Standort        |                                   | 2. Hälfte 17. Jh. | Auf einem niedrigen Sockel steht eine überlebensgroße Steinfigur in Rüstung, Krone und Mantel. In der rechten Hand hält sie eine Metallfahne, im linken Arm ein Kirchenmodell. | Standort: Rechts vom Eingang, in der Kehlung am Übergang vom Portalbereich zum Kirchenschiff.                                    |
| ja   | Datei hochladen | Kamel ID: 41314                                                                                       | Profanplastiken/Kunst am Bau freistehend | Am Tabor 1-3 Standort                                                                 | Otto Eder                         | 1958              | Spielplastik aus Kunststein | Standort: Wohnhausanlage |
| ja   | Datei hochladen | Ölberg ID: 45254                                                                                      | Sakrale Kleindenkmäler                   | Aspernallee, bei Maria Grün Standort                                                  |                                   | Anfang 20. Jh.    | In einer breitpfeilerähnlichen Holzkonstruktion mit verglaster Nische befindet sich eine polychrom gefasste Reliefdarstellung der Ölbergszene. | Standort: Vor der Nordostseite der Kirche                                                                                        |
| ja   | Datei hochladen | Heiliges Grab ID: 45255                                                                               | Sakrale Kleindenkmäler                   | Aspernallee, bei Maria Grün Standort                                                  |                                   | Anfang 20. Jh.    | Die Grotte mit breiter, verglaster Nische wurde aus Naturstein errichtet. Darin befindet sich die polychrom gefasste Holzfigur des Leichnams Christi. | Standort: Vor der Nordostseite der Kirche                                                                                        |
| ja   | Datei hochladen | Kriegerdenkmal ID: 45256                                                                              | Denkmäler                                | Aspernallee, bei Maria Grün Standort                                                  |                                   |                   | Auf einem abgetreppten Steinsockel befindet sich ein Holzkreuz mit Inschrift und einer giebelartigen Verdachung, in dessen Mittelpunkt sich ein Stuckrelief der Grablegung christi befindet. | Standort: Vor der Südostseite der Kirche                                                                                         |
| ja   | Datei hochladen | Kreuzweg ID: 45257                                                                                    | Sakrale Kleindenkmäler                   | Aspernallee, bei Maria Grün Standort                                                  |                                   | Anfang 20. Jh.    | Zwölf Holzpfeiler mit eingelassenem Stuckrelief in der Mitte | Standort: Vor der Nordostseite der Kirche                                                                                        |
| ja   | Datei hochladen | Christus-Bildstock ID: 45258                                                                          | Sakrale Kleindenkmäler                   | Aspernallee, bei Maria Grün Standort                                                  |                                   |                   | In der verglasten Nische eines sich nach oben verbreitenden Holzbildstocks mit Giebelverdachung befindet sich ein gerahmtes Christusbild neben dem zwei kleine Engel aus Holz knien. | Standort: Vor der Nordostseite der Kirche                                                                                        |
| ja   | Datei hochladen | Grenzstein ID: 43571                                                                                  | Profanplastiken/Kunst am Bau freistehend | Augarten, Obere Augartenstraße 1. Standort                                            |                                   | 1808              | Grenzstein mit nicht mehr lesbaren Wappendarstellungen und der Jahreszahl | Standort: Beim Augartenportal.                                                                                                   |
| ja   | Datei hochladen | Schmidtsches Votivkreuz ID: 43568                                                                     | Sakrale Kleindenkmäler                   | Augarten. Eingang gegenüber Wasnergasse 23 und 25, Ecke Karl-Meißl-Straße. Standort   |                                   |                   | Ein Sandsteinpfeiler mit Reliefs der Leidenswerkzeuge Christi geht in ein Kapitell mit Engelsköpfen und Inschriftenkartusche über. Auf der oberen Abdeckplatte sitzt eine Madonnenfigur zu Füßen eines Kreuzes. | Standort: Im Rondeau links vom Eingang.                                                                                          |
| ja   | Datei hochladen | Druck – Gegendruck ID: 41601                                                                          | Profanplastiken/Kunst am Bau freistehend | Engerthstr. 150 / Stg.10 Standort                                                     | Wolfgang Helminger                | 1978              | Marmorplastik | Standort: Wohnhausanlage, Siemensgründe                                                                                          |
| ja   | Datei hochladen | Venus ID: 41630                                                                                       | Profanplastiken/Kunst am Bau freistehend | Engerthstraße 203 / Hillerstraße Standort                                             | Gottfried Höllwarth               | 1975              | Sandsteinplastik, geht auf einen Entwurf von 1968 zurück | Standort: Wohnhausanlage |
| ja   | Datei hochladen | Tabernakel ID: 42681                                                                                  | Profanplastiken/Kunst am Bau freistehend | Engerthstraße 213 / Teuffenbachstraße Standort                                        | Karl Anton Wolf                   | 1971              | Stahlgussplastik | Standort: Wohnhausanlage, E-Werksgründe                                                                                          |
| ja   | Datei hochladen | Betonwand mit Metallverzierung ID: 41766                                                              | Profanplastiken/Kunst am Bau freistehend | Engerthstraße 249-253 Standort                                                        | Walter Kölbl                      | 1984              | Betonwand mit Nirosta-Rohren | Standort: Wohnhausanlage, Wandgestaltung im Bereich des öffentlichen Durchgangs                                                  |
| ja   | Datei hochladen | Entfaltete Form ID: 41612                                                                             | Profanplastiken/Kunst am Bau freistehend | Engerthstraße 259-263 / Dr.Natterer-Gasse / Wehlistraße / Meiereistraße Standort      | Mathias Hietz                     | 1970              | Plastik aus Weißzementbeton | Standort: Wohnhausanlage, Vorplatz                                                                                               |
| ja   | Datei hochladen | Hirsch und Hirschkuh ID: 92337                                                                        | Kunst am Bau wandgebunden                | Handelskai 300 / Dr. Natterergasse 6 / Wehlistraße 237 Standort                       | Othmar Jarmer                     |                   | Marmorintarsienrelief mit Bronzeapplikationen beim Geweih | |
| ja   | Datei hochladen | Vögel ID: 92338                                                                                       | Kunst am Bau wandgebunden                | Handelskai 300 / Dr. Natterergasse 6 / Wehlistraße 237 Standort                       | Othmar Jarmer                     |                   | Marmorintarsienrelief | |
| ja   | Datei hochladen | Gedenksäule für die Widerstandskämpfer Vulgo: „Für die Gerechten“ ID: 61122                           | Denkmäler                                | Im Werd 17 Standort                                                                   |                                   |                   | Dreiseitige Metallstele mit Metallschriftband für die Stillen Widerstandskämpfer. | |
| ja   | Datei hochladen | Hl. Johannes von Gott ID: 61124                                                                       | Sakrale Kleindenkmäler                   | Johannes-von-Gott-Platz Standort                                                      |                                   |                   | Statue des Heiligen Johannes von Gott, Ordensgründer der Barmherzigen Brüder. Im März 2014 wurde die alte Sandsteinstatue durch eine moderne Granitstatue ersetzt. | Standort: vor dem Krankenhaus der Barmherzigen Brüder Ecker Große Mohrengasse / Schmelzgase                                      |
| ja   | Datei hochladen | Wegkreuz ID: 43569                                                                                    | Sakrale Kleindenkmäler                   | Kloster der Barmherzigen Brüder, Taborstraße 16 Standort                              | Anton Tabod                       | 1770              | An der Fassade des Klosters der Barmherzigen Brüder befindet sich ein hohes Kruzifix mit schmalem Metallbaldachin, darunter auf einer Volutenkonsole Maria. Ursprünglich stand das Kreuz an der Straße. | Standort: Neben dem Eingang. |
| ja   | Datei hochladen | Hl. Maria ID: 43595                                                                                   | Sakrale Kleindenkmäler                   | Krankenhaus der Barmherzigen Brüder. Schmelzgasse 6, Ecke Große Mohrengasse. Standort |                                   | ca. 1900          | Im Hof des Krankenhauses steht eine farbig gefasste Marienfigur aus Holz auf niedrigem Steinsockel unter einem Metallbaldachin auf Stützen mit secessionistischem Dekor. | Standort: Im Hof. |
| ja   | Datei hochladen | Großer Torso ID: 42659                                                                                | Profanplastiken/Kunst am Bau freistehend | Lilienbrunngasse 7-9 Standort                                                         | Fritz Wotruba                     | 1974              | Bronzeplastik | Standort: gegenüber dem Dianabad                                                                                                 |
| ja   | Datei hochladen | Spielplastik „Nashorn mit Jungem“ ID: 41716                                                           | Profanplastiken/Kunst am Bau freistehend | Machstraße 6 / Engerthstraße 237 Standort                                             | Rudolf Kedl                       | 1963              | Bronzeplastik | Standort: im Kindergarten |
| ja   | Datei hochladen | Wasserbecken mit „Meeresgrund“ ID: 42483                                                              | Profanplastiken/Kunst am Bau freistehend | Machstraße 6 / Engerthstraße 237 Standort                                             | Therese Schütz-Leinfellner        | 1964              | freistehendes Kunststeinbecken mit Glasmosaik | Standort: Kindergarten |
| ja   | Datei hochladen | Abstrakte Evolution ID: 42526                                                                         | Profanplastiken/Kunst am Bau freistehend | Machstraße 6 / Engerthstraße 237 Standort                                             | Herbert Schwarz                   | 1960              | Plastik aus verlöteten Kupferplatten | Standort: Wohnhausanlage |
| ja   | Datei hochladen | Marienstatue ID: 48303                                                                                | Sakrale Kleindenkmäler                   | Marienbrücke Standort                                                                 | Hans Schwathe, Oskar Thiede       | 1909              | Über dreiteiligem Sockel mit Verzierung und einem Wolkensockel steht die überlebensgroße Statue Mariens mit Kind, zu ihren Füßen befindet sich eine junge Frau, die angeblich das Donauweibchen darstellen soll. Umgeben ist die Skulptur von einem Bogen aus Rosenranken. | Standort: In der Mitte der Brücke                                                                                                |
| ja   | Datei hochladen | Margarethe Manhardt ID: 41034                                                                         | Denkmäler                                | Max Winter-Platz Standort                                                             | Josef Franz Riedl                 | 1926              | Steinstele für Margarethe Manhardt, eine Hausgehilfin, die ihr Leben für zwei Kinder hingab, von den Nationalsozialisten zerstört und 1967 von Walter Auer wiedererrichtet. | Standort: Grünanlage |
| ja   | Datei hochladen | Denkmal zur Erinnerung an den Protest Mexikos gegen die Okkupation Österreichs im Jahr 1938 ID: 76547 | Denkmäler                                | Mexikoplatz Standort                                                                  |                                   |                   | Steinquader mit den Wappen Österreichs und Mexikos und Inschriften auf Deutsch und Spanisch, die an Mexikos Protest gegen den Anschluss erinnern | |
| ja   | Datei hochladen | Brunnenplastik mit Wasserspiel ID: 41224                                                              | Profanplastiken/Kunst am Bau freistehend | Mexikoplatz 1 / Wehlistraße 164 Standort                                              | Margarete Bistron-Lausch          | 1963              | Bronzeplastik | Standort: Wohnhausanlage |
| ja   | Datei hochladen | Plastik „Gärtnerin“ (Pomona) ID: 42628                                                                | Profanplastiken/Kunst am Bau freistehend | Mexikoplatz 2/Wehlistr. 147 Standort                                                  | Ernst Wenzelis                    | 1968              | Sandsteinfigur | Standort: Wohnhausanlage, Vorplatz                                                                                               |
| ja   | Datei hochladen | Ein Garten (zum Beispiel) ID: 87305                                                                   | Kunst am Bau wandgebunden                | Novaragasse 8 Standort                                                                | Ingeborg Strobl                   | 2008              | Wandmschmuck mit pflanzlichen Motiven, die an den alten Namen der Novaragasse (Gärtnergasse) als auch an die Novara-Expedition erinnern soll | |
| ja   | Datei hochladen | Bronzeskulptur „Mano Mineral“ ID: 78115                                                               | Profanplastiken/Kunst am Bau freistehend | Obere Donaustraße Standort                                                            | Paul del Rio                      | 2003              | Eine auf einem Betonsockel stehende nach oben geöffnete Hand, auf deren Fläche sich ein Raumtragwerk mit einem stilisierten Vogel in Form einer Ölfontäne an der Spitze erhebt. Die Statue wurde der Stadt Wien von der venezolanischen Regierung geschenkt und stellt das Emblem des zweiten Gipfeltreffens der OPEC-Länder in Caracas (2000) dar. Eine Kopie der Statue befindet sich in Caracas unweit des Hauptsitzes des staatlichen Ölkonzerns PDVSA. | Standort: vis-a-vis ehem. Standort der OPEC-Zentrale                                                                             |
| ja   | Datei hochladen | Sitzende und Liegender ID: 78122                                                                      | Profanplastiken/Kunst am Bau freistehend | Obere Donaustraße 33 Standort                                                         | Hilde Uray                        |                   | Zwei menschliche Figuren aus Stein, eine liegend, eine sitzend, der Sockel ist aus flachen mit Fugen geschichteten Natursteinen. Bis 1938 befand sich an dieser Stelle die Skulptur Ruf der Jugend von Felix Weiss. | Standort: Wettsteinpark |
| ja   | Datei hochladen | Plastik „Ziege“ ID: 41588 HERIS-ID: 12771 Objekt-ID: 8929                                             | Profanplastiken/Kunst am Bau freistehend | Obere Donaustr. 95-97 / Gredlergasse 2 Standort                                       | Alois Heidel                      | 1957              | Bronzeplastik | Standort: Wohnhausanlage |
| ja   | Datei hochladen | Alexander-Zemlinsky-Denkmal ID: 76651                                                                 | Denkmäler                                | Odeongasse 2A Standort                                                                | Josef Symon                       | 2008              | Edelstahlstele mit Portraitkopf Alexander Zemlinskys | |
| ja   | Datei hochladen | Calafatti ID: 42151                                                                                   | Profanplastiken/Kunst am Bau freistehend | Prater, 1. Rondeau, Calafattiplatz Standort                                           | Ilse Pompe-Niederführ             | 1967              | Figur aus bemaltem und mosaiziertem Kunststein | |
| ja   | Datei hochladen | Plastik „Fortuna“ ID: 42153                                                                           | Profanplastiken/Kunst am Bau freistehend | Prater, 2. Rondeau Standort                                                           | Ilse Pompe-Niederführ             | 1969              | Bemalter und mosaizierter Kunststein | Standort: Prater |
| ja   | Datei hochladen | Carl-Michael-Ziehrer-Denkmal ID: 76654 HERIS-ID: 8730 Objekt-ID: 4689                                 | Denkmäler                                | Prater Hauptallee Standort                                                            | Robert Ullmann                    | 1959              | Vor einer geschwungenen Steinwand mit der Reliefdarstellung von acht tanzenden Paaren steht die Bronzefigur von Carl Michael Ziehrer in Deutschmeisteruniform mit Geige. | Standort: Beim Konstantinhügel.                                                                                                  |
| ja   | Datei hochladen | Liegender männlicher und weiblicher Torso ID: 45252                                                   | Profanplastiken/Kunst am Bau freistehend | Prater, Meiereistraße gegenüber Ernst Happel Stadion Standort                         | Ernst Hegenbarth                  |                   | Zwei der Figuren auf dem Areal der Bildhauerateliers des Bundes | Standort: Im Areal der Bildhauerwerkstätten vor dem linken Gebäude                                                               |
| ja   | Datei hochladen | Robert-Stolz-Denkmal ID: 76658                                                                        | Denkmäler                                | Prater, Kaisergarten. Standort                                                        |                                   |                   | Steinstele mit einem Portraitmedaillon Robert Stolz' aus Metall, eingravierten Noten sowie der Inschrift: Dem Wiener Prater widmete der Meister eines seiner schönsten Lieder Im Prater blüh'n wieder die Bäume. | |
| ja   | Datei hochladen | Plastik „Das Weib“ ID: 42356                                                                          | Profanplastiken/Kunst am Bau freistehend | Prater, Krieau, Stadionbad Standort                                                   | Karl Stemolak                     | 1955              | Marmorfigur | Standort: Bad, Stadionbad |
| ja   | Datei hochladen | Waldandacht ID: 45253                                                                                 | Sakrale Kleindenkmäler                   | Prater, nahe Maria Grün, beim Dammhaufen Standort                                     |                                   | Anfang 20. Jh.    | Eine steinerne Marienfigur, eine steinerne Christusfigur und drei Grabsteine | Standort: Den Weg bei Maria Grün entlang in südöstlicher Richtung, nach ca. 150 m an der Weggabelung 50 m in nördlicher Richtung |
| ja   | Datei hochladen | Johann Kallinich ID: 45259                                                                            | Denkmäler                                | Prater, Rotundenallee, auf der Jesuitenwiese Standort                                 |                                   | 1848              | Das Denkmal für den im Zuge des Oktoberaufstandes getöteten Oberleutnants der k.u.k. Grenztruppen Johann Kallinich ist ein hoher, abgefaster Vierkantpfeiler mit Inschrift, der von einem Metallhelm mit Visier bekrönt wird. | Standort: In der Nähe der Straßenbahnstation, gegenüber dem Fußgängerübergang über die Schienen                                  |
| ja   | Datei hochladen | Hauptallee ID: 79101                                                                                  | Profanplastiken/Kunst am Bau freistehend | Prater – Straße des 1. Mai, Kaisergarten Standort                                     | Leherb                            | 1959              | eine von zwei Keramikreliefwänden | |
| ja   | Datei hochladen | Volksprater ID: 41710                                                                                 | Profanplastiken/Kunst am Bau freistehend | Prater – Straße des 1. Mai, Kaisergarten Standort                                     | Leherb                            | 1959              | eine von zwei Keramikreliefwänden | |
| ja   | Datei hochladen | Plastik „Globus“ ID: 42245                                                                            | Profanplastiken/Kunst am Bau freistehend | Prater vor dem Planetarium Standort                                                   | Josef Seebacher                   | 1964              | Polyester auf Stahlgerippe | |
| ja   | Datei hochladen | Kunststeinplastik 3 Frauen „Sternguckerinnen“ ID: 78125                                               | Profanplastiken/Kunst am Bau freistehend | Prater/vor dem Planetarium Standort                                                   |                                   |                   | Drei weibliche Figuren aus Kunststein nebeneinander stehend und in den Himmel schauend. | |
| ja   | Datei hochladen | Admiral-Wilhelm-von-Tegetthoff-Denkmal ID: 43570 HERIS-ID: 8729 Objekt-ID: 4688                       | Denkmäler                                | Praterstern, vor Praterstraße 67 Standort                                             | Carl von Hasenauer, Carl Kundmann |                   | Die Bronzestatue Wilhelm von Tegetthoffs steht auf einer 16 Meter hohen Rostrensäule mit drei Schiffschnäbel. Am breit gelagerten, gegliederten Postament befinden sich von Seepferden gezogene Triumphwagen der Siegesgöttin und der Ruhmesgöttin. | Standort: In der Achse der Praterstraße.                                                                                         |
| ja   | Datei hochladen | Johann-Nestroy-Denkmal ID: 76660 HERIS-ID: 8731 Objekt-ID: 4690                                       | Denkmäler                                | Praterstraße 17 Standort                                                              | Oskar Thiede                      | 1929              | Bronzestatue Nestroys als Blasius Rohr (Glück, Missbrauch und Rückkehr) auf Steinsockel | |
| ja   | Datei hochladen | Majolikaplastik „Badende“ ID: 42547 HERIS-ID: 12548 Objekt-ID: 8692                                   | Profanplastiken/Kunst am Bau freistehend | Rustenschacherallee 44-56 / Lukschgasse Standort                                      | Christa Vogelmayer                | 1953              | Majolikaplastik auf Steinsockel | Standort: Wohnhausanlage |
| ja   | Datei hochladen | Dachs ID: 41854                                                                                       | Profanplastiken/Kunst am Bau freistehend | Stoffelagasse / Schüttelstraße 1 / Vivariumstraße Standort                            | Walter Leitner                    | 1958              | Spielplastik aus Naturstein | Standort: im Kindergarten |
| ja   | Datei hochladen | Pratermotive ID: 42118                                                                                | Profanplastiken/Kunst am Bau freistehend | Stoffelagasse 2 / Schüttelstraße 5 / Vivariumstraße 3 – 5 Standort                    | Hans Robert Pippal                | 1967              | Mit Glasmosaiken belegter Pfeiler | Standort: Wohnhausanlage |
| ja   | Datei hochladen | Eruption ID: 41565                                                                                    | Profanplastiken/Kunst am Bau freistehend | Sturg./Handelskai/Lößlweg Standort                                                    | Franz Xaver Hauser                | ca. 1975          | Aluminiumskulptur auf Betonsockel von | Standort: Wohnhausanlage |
| ja   | Datei hochladen | Julius-Ofner-Denkmal ID: 76790 HERIS-ID: 8689 Objekt-ID: 4646                                         | Denkmäler                                | Taborstraße, Ecke Glockengasse Standort                                               | Carl Wollek                       | 1932              | Auf einem Sockel mit der Portraitbüste Julius Ofners befindet sich die Figur eines jugendlichen Sämannes. | |
| ja   | Datei hochladen | Johannes von Nepomuk (Linienkapelle) ID: 46624 HERIS-ID: 12957 Objekt-ID: 9123                        | Sakrale Kleindenkmäler                   | Taborstraße vor Nr. 89 / 91 Standort                                                  |                                   | 1728              | Die Kapelle hat einen annähernd quadratischem Grundriss. Das Portal ist von Pilastern mit Volutenkapitellen, Girlanden und Ranken umrahmt, das Dach ist geschwungen mit einem Kreuz. Die Statue des hl. Johannes von Nepomuk im inneren befindet sich auf einem volutengeschmückten Sockel und kniet auf einer Wolkensäule mit Engelsköpfen. Der Heilige hält ein Kreuz in der rechten Hand, zwei Putti halten Lilienstängel und ein aufgeschlagenes Buch.  | |
| ja   | Datei hochladen | Totem Modern ID: 87337                                                                                | Kunst am Bau wandgebunden                | U-Bahnsäulen der Linie U 2 zwischen Trabrennweg und Stella-Klein-Löw-Weg Standort     | Honet                             | 2013              | Streetart-Projekt von an den Säulen Totermartig angebrachten Superheldenköpfen | |
| ja   | Datei hochladen | 3 Brothers ID: 87339                                                                                  | Kunst am Bau wandgebunden                | U 2 – Station Krieau, Ausgang Trabrennstraße Standort                                 | Speto                             | 2014              | Bemalung der U-Bahn-Säulen mit naiven und indigenen Motiven, die eine Hommage an die Gebrüder Leonardo, Cláudio und Orlando Villas Bôas darstellen sollen, die sich für die Rechte indigener Völker in Brasilien einsetzten. | |
| ja   | Datei hochladen | Two drawings in the sky, two paintings underneath ID: 90701                                           | Kunst am Bau wandgebunden                | U2-Station Donaumarina und U2-Station Donaustadtbrücke Standort                       | Pedro Cabrita Reis                | 2013              | Die Installation aus zwei Lichtstäben und darunter befindlicher oranger bzw. weißer Betonfarbe an den Stationen soll die beiden Donauufer visuell verknüpfen. | |
| ja   | Datei hochladen | Krokodil ID: 41316                                                                                    | Profanplastiken/Kunst am Bau freistehend | Venediger Au Standort                                                                 | Otto Eder                         |                   | Spielplastik aus Kunststein | Standort: Am Kinderspielplatz im Venediger-Au-Park                                                                               |
| ja   | Datei hochladen | Seehund ID: 42388                                                                                     | Profanplastiken/Kunst am Bau freistehend | Venediger Au 10 Standort                                                              | Oskar Thiede                      |                   | Bronzeplastik | Standort: Kindergarten |
| ja   | Datei hochladen | Skulptur „Denkmal für eine Nobelpreisträgerin“ ID: 78126                                              | Profanplastiken/Kunst am Bau freistehend | Volkertmarkt Standort                                                                 | Johanna Kandl                     | 2006              | Auf einer Betonstele mit quadratischem Grundriss steht eine Vitrine, in der sich eine Waage befindet, die Beschilderung darunter ist in Blau und Rot, Gelb und Türkis | |
| ja   | Datei hochladen | Klaus-von-Flüe-Denkmal ID: 76792                                                                      | Denkmäler                                | Vorgartenstraße/Offenbachgasse Standort                                               | Hubertus Mayr                     | 2008              | Das Denkmal für Nikolaus von Flüe besteht aus einer geschwungenen Steinskulptur mit Gravuren, die auf einem radförmigen Fundamentstreifen steht. | |
| ja   | Datei hochladen | Drei Eulen ID: 41199                                                                                  | Profanplastiken/Kunst am Bau freistehend | Vorgartenstraße 166 Standort                                                          | Maria Biljan-Bilger               |                   | farbige Keramikplastik, eine der Eulen fehlt | Standort: Kindergarten |
| ja   | Datei hochladen | freist. Betonreliefwand mit Mosaik „Der Flug“, „Der Flughafen“ ID: 42463                              | Profanplastiken/Kunst am Bau freistehend | Vorgartenstr. 166 Standort                                                            | Carl Unger                        | ca. 1962          | Freistehende Weißbetonreliefwand mit Mosaikbelag | Standort: Wohnhausanlage |
| ja   | Datei hochladen | Begegnung ID: 42361                                                                                   | Profanplastiken/Kunst am Bau freistehend | Vorgartenst. 166 Standort                                                             | Oswald Stimm                      | ca. 1962          | Bronzeplastik auf Steinsockel | Standort: Wohnhausanlage |
| ja   | Datei hochladen | Reliefwand „Fasching“ Vulgo: Karneval ID: 42507                                                       | Profanplastiken/Kunst am Bau freistehend | Vorgartenstraße 232-238 / zwischen Stg. 5 + 6 / Engerthstraße Standort                | Rudolf Schwaiger                  | 1965              | freistehendes Relief aus gelbem Untersberger Marmor | Standort: Wohnhausanlage |
| ja   | Datei hochladen | Freundinnen Vulgo: Badende ID: 41656 HERIS-ID: 12701 Objekt-ID: 8858                                  | Profanplastiken/Kunst am Bau freistehend | Vorgartenstraße 232-238, zwischen Stg. 9 und 10 / Engerthstraße Standort              | Alfred Hrdlicka                   | 1965              | Freistehendes Relief aus Untersberger Marmor | Standort: Wohnhausanlage |
| ja   | Datei hochladen | Fischer mit Netz ID: 42318                                                                            | Profanplastiken/Kunst am Bau freistehend | Wehlistraße 141-143 Standort                                                          | Rudolf Schmidt                    | 1953              | Natursteinplastik | Standort: Wohnhausanlage |
| ja   | Datei hochladen | Plastik „Wäscherin“ ID: 42319                                                                         | Profanplastiken/Kunst am Bau freistehend | Wehlistraße 141-143 Standort                                                          | Rudolf Schmidt                    | 1953              | Natursteinplastik | Standort: Wohnhausanlage |
| ja   | Datei hochladen | Lichtspiel ID: 41594                                                                                  | Profanplastiken/Kunst am Bau freistehend | Wehlistraße 303 Standort                                                              | Alois Heidel                      | 1965              | Nirosta-Stahl-Plastik | Standort: Im Hof der Wohnhausanlage                                                                                              |
| ja   | Datei hochladen | Plastik „Pagode“ ID: 41717                                                                            | Profanplastiken/Kunst am Bau freistehend | Wehlistraße 303 Standort                                                              | Rudolf Kedl                       | 1965              | Plastik aus getriebenem Kupferblech | |
| ja   | Datei hochladen | Johann-Nepomuk-Kapelle Vulgo: Schanzelkapelle ID: 43594 HERIS-ID: 8568 Objekt-ID: 4524                | Sakrale Kleindenkmäler                   | Wilhelm-Kienzl-Park, gegenüber Obere Donaustraße 49-51. Standort                      |                                   |                   | Die Kapelle ist ein barocker Zentralbau, der Grundriss ist nahezu quadratisch mit einem apsidenartig ausgeweitetem Chörlein. Über einem Sockel ist auf jeder Seite eine pilasterflankierte Öffnung mit prunkvollen schmiedeeisernen Fenstergittern. Sie ist mit Flachkuppel und Laterne überdeckt. | |